# Charles Bouvier
Charles Bouvier (ur. 28 sierpnia 1898, zm. w październiku 1964 w Genewie) – szwajcarski piłkarz i bobsleista. Złoty medalista olimpijski z Garmisch-Partenkirchen.
Początkowo uprawiał piłkę nożną. Grał na pozycji obrońcy w klubie Servette FC w latach 1922–1924. W tym czasie wystąpił pięciokrotnie w meczach reprezentacji Szwajcarii. Był rezerwowym zawodnikiem na igrzyskach olimpijskich w Paryżu, na których Szwajcaria zdobyła srebrny medal.
Jako bobsleista startował na zimowych igrzyskach olimpijskich w 1936 w Garmisch-Partenkirchen. Triumfował w czwórkach, w osadzie Pierre’a Musy'go, a w dwójkach wraz z Reto Capadruttem zajął 7. miejsce. W 1935 osada czwórek w tym samym składzie zajęła drugie miejsce na mistrzostwach świata.